# Metapenaeopsis sibogae
Metapenaeopsis sibogae är en kräftdjursart som först beskrevs av De Man 1907.  Metapenaeopsis sibogae ingår i släktet Metapenaeopsis och familjen Penaeidae. Inga underarter finns listade i Catalogue of Life.